# DJane HouseKat
DJane HouseKat, pseudonimo di Kathrin Kohlhepp (Ingolstadt, 1º gennaio 1987), è una cantante e disc jockey tedesca.

## Biografia
Kohlhepp è nata a Ingolstadt il primo gennaio 1987 e ha imparato la tecnica del DJing grazie all'ex fidanzato. Il "DJane" del suo alias è il modo in cui sono definite le disc jockey donne in Germania e altri paesi. All'età di venticinque anni, è stata scoperta dal disc jockey concittadino Axel Konrad, che ha prodotto la sua My Party (2012), una collaborazione con il rapper Rameez in cui è riconoscibile un campionamento di Let's All Chant della Michael Zager Band. Il singolo ha fatto salire alla ribalta l'artista: è infatti riuscito a raggiungere la terza posizione della classifica austriaca, la quarta di quella tedesca e la venticinquesima di quella svizzera. Nel 2013 sono seguiti All the Time e Don't U Feel Alright, mentre Girls in Luv del 2014 si è inserita tra i primi dieci posti delle classifiche polacche.

## Discografia parziale

### Singoli
- 2012 – My Party (con Rameez)
- 2013 – All the Time (con Rameez)
- 2013 – Don't U Feel Alright
- 2014 – Girls in Luv (con Rameez)
- 2015 – Careless (con Piñero)
- 2015 – 38 Degrees (con Rameez)
- 2016 – Ass Up (con Rameez)
- 2018 – Listen (con Lotus)
- 2021 – Spirit of Yesterday
- 2022 – ABCDEFU
- 2022 – Luv with U
- 2024 – Merry Go Round (con Groove Coverage e Master Blaster)